# Rocourt, Jura
Rocourt är en ort i kommunen Haute-Ajoie i kantonen Jura i Schweiz. Den ligger cirka 29,5 kilometer väster om Delémont, nära gränsen till Frankrike. Orten har 143 invånare (2021).
Orten var före den 1 januari 2018 en egen kommun, men inkorporerades då in i kommunen Haute-Ajoie.